# Col Pastis
Der Col Pastis ist ein Gebirgspass in der östlichen Sahara, im Tibesti. Die Passhöhe liegt auf 1278 m im Tschad.
Der Col Pastis wurde in den Jahren 1955 bis 1958 zusammen mit mehreren anderen Pässen im Tibesti von Pionieren der französischen Fremdenlegion ausgebaut, um von Kraftfahrzeugen befahren werden zu können. Diese Übergänge liegen an der Straße zwischen den Oasen Zoui und Aouzou im Norden dieses Gebirges. Damals erhielten diese Pässe auch ihre französischen Namen, sie wurden von den ausführenden Soldaten scherzhaft nach unterschiedlichen Spirituosen benannt (vgl. Col Cognac, Col Whisky). Seit diesem Ausbau gehört der Col Pastis zusammen mit dem Col de Modra und dem bereits 1942 ausgebauten Col de Kourizou zu den wichtigsten Pässen im Norden des Tschad. Der Archäologe Baldur Gabriel beschrieb 1973 die Schwierigkeiten beim Bau dieser Straße, deren „steile Pässe“ in „waghalsiger Linienführung mit zahlreichen Haarnadelkurven“ überwunden wurden, wobei die Piste teilweise „in die Basalthänge eingesprengt und mit Stützmauern gesichert“ werden musste.